# Chaloenosoma
Chaloenosoma  es un género de escarabajos de la familia Chrysomelidae.
El género fue descrito inicialmente en 1893 por Jacoby. Contiene las siguientes especies:
- Chaloenosoma kolibaci (Medvedev, 2005)
- Chaloenosoma megalayanum (Kimoto, 2004)
- Chaloenosoma mimica (Medvedev, 2000)
- Chaloenosoma schereri (Medvedev, 2001)